# パーヴェル・レンネンカンプ
パーヴェル・カルロヴィチ・レンネンカンプ（ロシア語: Павел Карлович Ренненкампф；ドイツ名：パウル・フォン・レンネンカンプ (Paul von Rennenkampf)；1854年4月17日 - 1918年4月1日）は、帝政ロシアの軍人。騎兵大将。

## 来歴
エストリャンド県のバルト・ドイツ人世襲貴族出身。1870年、ロシア帝国軍に入隊し、ヘルシンキフォルスク歩兵士官学校、参謀本部アカデミーを卒業し、将校となった。第36アフトゥイル竜騎兵連隊長となったが、公金横領が発覚してシベリアに左遷された。
1900年～1901年の義和団の乱鎮圧の際にザバイカル部隊を指揮して満洲を占領したことで有名となり、ゲオルギー勲章を2度受章した唯一の指揮官となった。日露戦争時、ザバイカル・コサック師団を指揮し、「勇気に対する」の署名の入った金製武器と剣付き一等聖スタニスラフ勲章を受章した。奉天会戦の敗北で評価を下げたものの、終戦後第7シベリア軍団長に任命。1905年、シベリア及び極東でのゼネラル・ストライキ鎮圧のために、ニコライ2世から排他的権限を得て鎮圧に成功し、評価を回復した。1910年、騎兵大将に昇進し、ヴィレンスク軍管区を指揮。
第一次世界大戦勃発と共に、北西戦線第1軍を指揮。東プロイセンに侵入しグンビンネン地区で勝利を収めるが、北西戦線の攻撃は無計画なものであり、戦果を確固たるものにすることができなかった。ドイツ第8軍司令官パウル・フォン・ヒンデンブルクは、この好機を利用してアレクサンドル・サムソノフ将軍指揮下のロシア第2軍を撃滅し、サムソノフ自身は自決した。レンネンカンプのサムソノフとの協調不足が主要な敗因とされ（奉天会戦の敗走時に掴みあいの喧嘩をして以来、二人は仲が悪かったとされる。下記参照）、同年11月のウッチの戦いののち部隊統率能力の欠如により軍司令官から更迭された。
罷免後、軍事相の管轄下に置かれ、1915年に退役。1917年5月、臨時政府により逮捕され、掠奪の容疑で起訴された。1918年3月、ギリシア人の偽名を使ってタガンログに転居したが、チェーカーに発見され、赤軍の指揮をとるよう慫慂されたものの断ったため、赤軍指導者のウラジミール・アントノフ＝オフセーエンコの命により逮捕されて即日銃殺刑に処された。彼の一族はエストニアでもっとも裕福であったが、革命政府によって資産はすべて没収された。身の回りの遺品と中国旅行時に集めた品々が、タガンログのアルフェラキ宮殿に展示されている。
遺体は殺害の1か月後に発見され、妻により確認された。2015年になって、当時の記録からタガンログの墓地に埋葬されていたことが判明した。

## 誤った伝説について
タンネンベルクの戦いにおいて、レンネンカンプがアレクサンドル・サムソノフの第2軍を支援しなかったために、ロシア軍は大敗北を喫した。「なぜ、救援に行かなかったのか？」という点は大いなる疑問点として、早くから、さまざまな理由が検討されてきた。日露戦争でドイツ観戦武官でもあったドイツ第8軍の作戦参謀のマックス・ホフマン中佐の回想録にある「日露戦争のとき，両将は奉天駅で殴り合いの喧嘩をした」ため、というものが最も有名な説である。
「そこで二人は激しく相手を責め合った揚句，ついに激昂したコサック司令官はいきなり相手を殴りたおした。二人は敗軍将兵の目前で，泥まみれになってつかみあいをやったが，結局，みるにみかねた幕僚たちによって引き離された。このシベリア・コサック司令官は誰あろう，サムソノフその人であり，対手はレンネンカンプであった。」（J・W・ウイーラー・ベネット「ヒンデンブルグからヒトラーへ」木原健男訳　26～27　東方出版社　1978）　
しかし1991年にアメリカのデニス・E・ショウォルターが詳細に歴史を検討した結果、当時レンネンカンプは重傷を負い入院中であり、奉天駅でサムソノフと邂逅することはあり得ないことを明らかにしている。